# Merz (revista)
Merz fou una revista alemanya editada per l'artista Kurt Schwitters i publicada per Merzverlag entre 1923 i 1932, d'estil dadaista i constructivista. La revista va publicar 21 números, de l'1 al 24; els números 10, 22 i 23 mai no es van publicar.
Cada número estava dedicat a un tema central. Per exemple el Merz 8/9 va esser editat i dissenyat per El Lissitski, el 14/15 era un conte tipogràfic per a nens i nenes que portava per títol L'espantaocells obra de Schwitters, Katte Steinitz i Theo Van Doesburg. El 1932 aparegué el darrer, Merz 24, que recollia la definitiva versió de la Ursonate de Schwitters amb tipografia de Jan Tscichold.